# Política de Chipre del Norte

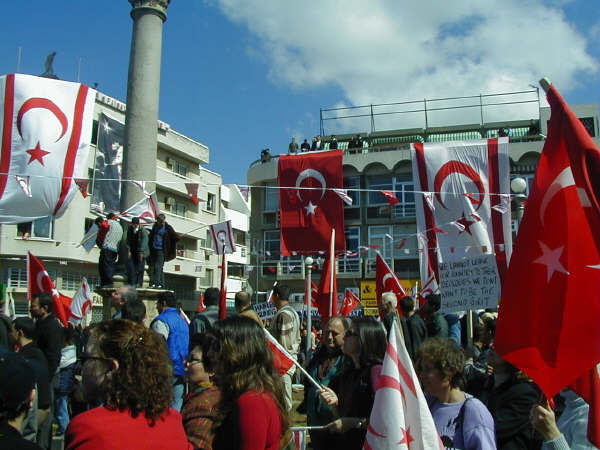
Manifestación en Sarayönü, Nicosia del Norte. Mostrando la división de los habitantes de Chipre, a causa de ser una población compuesta. Turco-Chipriota.

La política de Chipre del Norte se encuentra enmarcada dentro de una república democrática semipresidencial, en la que el presidente es la cabeza de Estado y el primer ministro es la cabeza de gobierno, y dentro de un sistema multipartidista. El poder ejecutivo es ejercido por el Gobierno. El poder legislativo recae tanto en el Gobierno como en la Asamblea de la República. El poder judicial es independiente.
Desde la invasión turca de 1974, Chipre se ha encontrado dividido: una tercera parte del país fue declarada unilateralmente la República Turca del Norte de Chipre por su población turco-chipriota. La Organización de las Naciones Unidas considera esta declaración de independencia hecha por el norte de Chipre como legalmente inválida, e invoca al retiro de las fuerzas turcas que han invadido la isla para apoyar a la minoría turco.chipriota. Por estos motivos el gobierno no ha encontrado reconocimiento diplomático aparte del dado por el gobierno turco.
- Datos: Q4782950
- Multimedia: Politics of Northern Cyprus / Q4782950